# Burg Rohr (Rottal)
Die Burg der Rohrer ist eine abgegangene Burg im heutigen Unterrohr in der Gemeinde Pocking in Niederbayern. Die Anlage wird als Bodendenkmal unter der Aktennummer D-2-7645-0207 im Bayernatlas als „untertägige mittelalterliche und frühneuzeitliche Befunde im Bereich des Adelssitzes Unterrohr“ geführt.

## Geschichte
Die Burg Rohr im Rottal war der Stammsitz der bayrischen Rorer (Rohrer). Ein Rafolt de Rore wird bereits um 1033 urkundlich genannt. Um 1160 wird als Grundherr von Rohr das Bistum Regensburg bzw. das Bistum Bamberg genannt. Daraus lässt sich ableiten, dass die Rohrer Ministeriale dieser Bistümer waren.
1134 wird hier ein Eberhardus de Rore erwähnt, der vermutlich noch nicht auf dem in Stein gebauten Sitz, sondern in einem hölzernen Wehrbau lebte.
Eine gleichnamige, aber heute nicht mehr existierende Burg Rohr haben die Rohrer auch im Kremstal besessen. Im Spätmittelalter wurde der Ansitz in Stein errichtet, auf dem die Rohrer ebenfalls vermutet werden. Die Rohrer hatte ihre Begräbnisstätte in der Pfarrkirche von Rotthalmünster. Seit 1304 haben die Rohrer auch in der Mark Brandenburg Besitztümer erworben.
Der letzte der hiesigen Rohrer dürfte der 1466 bezeugte Rapot der Rorar gewesen sein, wobei fraglich ist, ob dieser noch auf der Burg Rohr ansässig war. In der Landtafel des Herzogs Georg des Reichen aus dem Ende des 15. Jahrhunderts wird eine Elsbet, Alban Magens zu Rohr hinterlassene Witwe, genannt. Die Magens waren die letzten, die in Rohr noch ihren Wohnsitz hatten. 1558 wurde Christoph von Schönburg mit Rohr belehnt. Bis zum Tode Georg Adolph von Schönburg († 1716) blieb Rohr im Besitz dieser Familie. Obwohl der Oberste Lehenshof in München nach dessen Tod das Lehen Rohr als heimgefallen an den Herzog erklärte, wurde die Baronin Maria Jacob von Schönburg, die mit dem Freiherrn von Cloßen vermählt war, am 4. Juli 1716 mit Rohr belehnt. Damit kam Rohr an die Closen, ein bedeutsames bayerisches Adelsgeschlecht, das auch in Schönburg Besitzungen hatte. Der in den Grafenstand erhobene Georg von Cloßen hinterließ zwei Töchter, wobei die eine mit dem Freiherrn von Ingelheim und die andere mit dem Reichsfreiherrn von Dachsberg verheiratet war. Rohr und die zugehörigen Besitzungen ging damit an diese Familien über.
Da die Closen nicht mehr hier wohnten, geriet das Gebäude in Verfall.

## Baugeschichte
Auf dem Kupferstich von Michael Wening von 1721 wird die Burg Rohr als zweigeschossiger Bau mit einem Krüppelwalmdach dargestellt, der von einem Weiher umgeben und somit geschützt ist. Der Zugang erfolgt über eine hölzerne Brücke, die aber nicht weiter befestigt ist. Das Anwesen weist zwei kleine Scharwachttürme und einen Pecherker auf. Neben dem Herrenhaus befindet sich außerhalb des Wassergrabens ein Meierhof. In der Topografie von Apian wird Rohr als „praedium nobile“ bezeichnet.

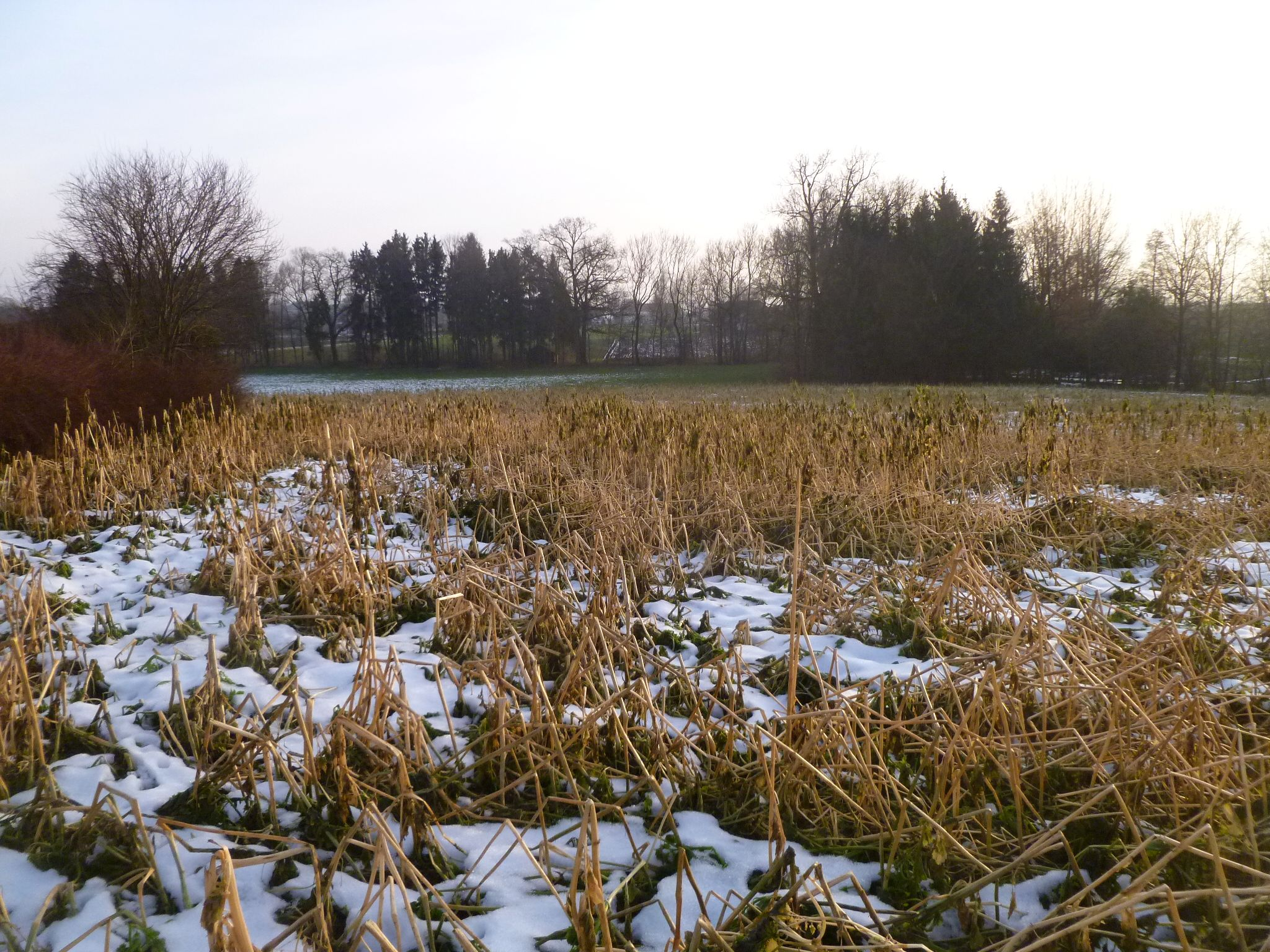
Schlosswiese in Unterrohr

Der Edelsitz wurde 1780 nach dem Tod des Grafen Closen von Bauern erworben und in der Folge abgebrochen. Wie so häufig, wurden die Steine des Schlosses als Baumaterial weiterverwendet. Heute findet man keine auffallenden Geländespuren in Unterrohr mehr, die auf den ehemaligen Herrensitz hinweisen.